# 조헨정
조헨정(御荘町)은 에히메현 미나미우와군의 옛 정이다. 